# Varna (Kaste)
Varna (Sanskrit, f., वर्ण, varṇa, „Farbe“, Kaste) bezeichnet eine strikt abgegrenzte soziale Gruppe im Rahmen der hierarchischen, altindischen Klassifizierung der Gesellschaft, die sich bis heute als Einteilung in die vier Hauptgruppen des indischen Kastensystems erhalten hat. Die ursprüngliche Bedeutung von Varna, „Farbe“, hat sich erhalten, indem jede der vier Hauptkasten mit einer Farbe assoziiert wird. Mit den Brahmanen wird die Farbe Weiß in Verbindung gebracht, mit den Kshatriyas Rot, mit den Vaishyas Gelb und mit den Shudras Schwarz.
Diese Farben werden wiederum mit bestimmten Gunas (Eigenschaften) in Verbindung gebracht. Die Farbe Weiß steht für die Eigenschaft Sattva, das heißt Reinheit und Klarheit. Die Farbe Rot steht für die Eigenschaft Rajas, das bedeutet Leidenschaft und Kraft. Die Farbe Schwarz bedeutet Tamas, das heißt Faulheit, Dunkelheit und Lethargie. Die Lehre von den Gunas wurden in der Samkhya-Philosophie formuliert.
Dies beinhaltet, dass die Brahmanen für Reinheit und Klarheit stehen, die Kshatriyas und Vaishyas für Leidenschaft und Kraft (auch wenn Gelb nicht unmittelbar für Rajas steht) und die Shudras für Faulheit und Lethargie. Es ist unschwer zu erkennen, dass es sich bei der Verknüpfung von Farben, Kasten und Gunas nicht um dekorative Farbkosmetik handelt, sondern um Bewertungen, Wertigkeiten zwischen verschiedenen gesellschaftlichen Gruppen und die Legitimation von Hierarchie. Der Varna-Begriff behandelt also die ideologische Ebene des Kastensystems, Jati (Unterkaste) bezeichnet hingegen die Gruppe, in die der einzelne Mensch hineingeboren wird.